# Apaeleticus bellicosus
Apaeleticus bellicosus là một loài tò vò trong họ Ichneumonidae.